# Gottlob Schulze
Gottlob Ernst Schulze (Heldrungen, 

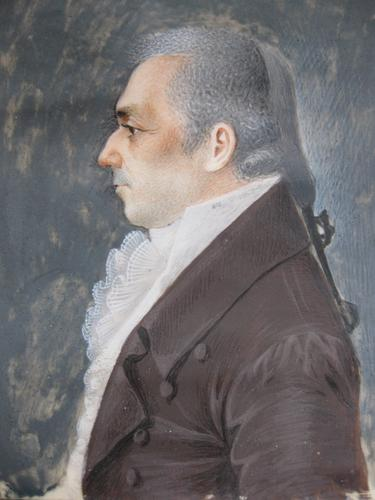
Gottlob Schulze

30 augustus 1761 – Göttingen, 14 januari 1833) was een Duits filosoof. Hij studeerde aan de beroemde kostschool Schulpforta. Vervolgens studeerde hij aan de universiteit van Wittenberg theologie en filosofie. Daarna werd hij aan dezelfde universiteit hoogleraar. In 1810 werd hij hoogleraar aan de universiteit van Göttingen. Hij beïnvloedde daar Arthur Schopenhauer en wees hem erop, zich vooral op Kant en Plato te concentreren; Schopenhauer zou bekendheid met deze denkers later als een voorwaarde zien voor het begrijpen van zijn hoofdwerk, Die Welt als Wille und Vorstellung. Daarnaast is Schulze’s kritiek op de manier waarop Kant over het Ding an sich spreekt van belang (Schopenhauer wijst hier overigens ook op): Kant doet een beroep op de categorie causaliteit om het Ding an sich te poneren, terwijl de categorieën volgens Kants leer juist beperkt zijn tot het domein van de verschijnselen. Dit wordt door Schulze uiteengezet op blz. 128-129, 263-264 en 304-306 van zijn bekendste werk, Aenesidemus.

## Belangrijkste werken
- Grundriss der philosophischen Wissenschaften (1788)
- Aenesidemus oder über die Fundamente der von Professor Reinhold gelieferten Elementarphilosophie, nebst einer Verteidigung des Skeptizismus gegen die Anmaßungen der Vernunftkritik (1792)

- Bibliothèque nationale de France: cb11997238n (data)
- Gemeinsame Normdatei: 118611518
- International Standard Name Identifier: 0000 0000 8102 8590
- Library of Congress Control Number: n97110235
- Nationale Bibliotheek van Tsjechië: mub2013757455
- Nationale Bibliotheek van Israël: 987007267853705171
- Nationale Bibliotheek van Polen: a0000002908250
- Nederlandse Thesaurus van Auteursnamen: 069004412
- Istituto Centrale per il Catalogo Unico: UFIV032004
- SNAC: w6w13g4z
- Système universitaire de documentation: 067030238
- Virtual International Authority File: 24610803
- WorldCat: E39PBJmxRtxKdKt6C67H38MdcP